# 盈江地震 (2014年)
盈江地震（えいこうじしん）は、2014年5月24日に中国雲南省盈江県付近を震源に発生したマグニチュード5.6、メルカリ震度階級がVIIの地震。震央は卡場鎮。云南省の当局によれば余震の数は14回。この地震によって23,800人が被害を受け、9,412の家屋が損壊した。8,000人以上が避難し、震源地周辺では停電も発生した。